# Bídníci (film, 2012)
Bídníci (původním názvem Les Misérables) je britský film z roku 2012 v režii Toma Hoopera natočený na motivy stejnojmenného divadelního muzikálu Bídníci. Film získal ocenění Zlatý glóbus za nejlepší film v kategorii muzikál/komedie.

## Děj
Pojednává o příběhu bývalého galejníka Jeana Valjeana, který je propuštěn na podmínku z vězení, resp. z tábora nucených prací. Přestane se však hlásit úřadům a je pronásledován inspektorem Javertem. Valjean se stane nakonec dobrým člověkem a po smrti nebohé svobodné matky Fantine se ujme její dcery Cosette. Ta pak v rané dospělosti opětuje city mladého revolucionáře Maria, na něhož si přitom marně myslí Éponine. Vyvrcholení příběhu se odehrává na pozadí červnového povstání v roce 1832, během rozhodujícího souboje revolucionářů s armádou.

## Obsazení
| Hugh Jackman            | Jean Valjean      |
| Russell Crowe           | Javert            |
| Anne Hathawayová        | Fantine           |
| Amanda Seyfriedová      | Cosette           |
| Sacha Baron Cohen       | Thénardier        |
| Helena Bonham Carterová | Madame Thénardier |
| Eddie Redmayne          | Marius            |
| Aaron Tveit             | Enjolras          |
| Samantha Barks          | Éponine           |
| Daniel Huttlestone      | Gavroche          |
| Colm Wilkinson          | Bishop            |

## Hudební čísla
1. „Look Down“
2. „On Parole“
3. „Valjean Arrested, Valjean Forgiven“
4. „Valjean's Soliloquy“
5. „At the End of the Day“
6. „The Runaway Cart“
7. „Lovely Ladies“
8. „I Dreamed a Dream“
9. „Fantine's Arrest“
10. „Who Am I? / The Trial“
11. „Come to Me“
12. „The Confrontation“
13. „Castle on a Cloud“
14. „Master of the House“
15. „The Bargain / The Thénardier Waltz of Treachery“
16. „Suddenly“
17. „Stars“
18. „Look Down“
19. „The Robbery“
20. „Javert's Intervention“
21. „Éponine's Errand“
22. „ABC Café / Red and Black“
23. „Rue Plumet / In My Life“
24. „A Heart Full of Love“
25. „The Attack on Rue Plumet“
26. „On My Own“
27. „One Day More“
28. „Do You Hear the People Sing?“
29. „Building the Barricade (Upon These Stones)“
30. „At the Barricade (Upon These Stones)“
31. „Javert's Arrival“
32. „Little People“
33. „The First Attack“
34. „A Little Fall of Rain“
35. „Night of Anguish“
36. „Drink With Me“
37. „Bring Him Home“
38. „Dawn of Anguish“
39. „The Second Attack“
40. „The Final Battle“
41. „Javert's Suicide“
42. „Turning“
43. „Empty Chairs at Empty Tables“
44. „Every Day / A Heart Full of Love (Reprise)“
45. „Valjean's Confession“
46. „Suddenly (Reprise)“
47. „Wedding Chorale“
48. „Beggars at the Feast“
49. „Valjean's Death“
50. „Do You Hear the People Sing? (Reprise)“

## Zajímavosti
- Herci nazpívali vše „naživo“ bez playbacku přímo během natáčení. Záměrem tvůrců bylo dosažení větší syrovosti a autenticity příběhu.
- Vedlejší roli duchovního ztvárnil irský muzikálový herec Colm Wilkinson, který od roku 1985 ztvárňoval hlavní roli Jeana Valjeana v divadelních Bídnících. Televizním divákům je znám z role Lorda Darceyho v seriálu Tudorovci.
- Titulní písní snímku se stala I Dreamed a Dream, kterou zpívala Anne Hathawayová. Ta také za roli Fantiny získala celou řadu významných filmových ocenění za nejlepší herečku ve vedlejší roli (Zlatý glóbus, Cena BAFTA, Oscar)